# ワンエイトアソシエーション
ワンエイトアソシエーション株式会社（ OneEightAssociation Co.,Ltd.）は、東京都港区に本社を置く「Quanta Project」における公式パートナーとして、日本の総販売代理業務を行う企業である。

## 沿革
- 2013年(平成25年)　ワンエイトアソシエーション株式会社設立。